# Matrona Aznárez d'Aragon
Matrona d'Aragon  est une comtesse d'Aragon du IXe siècle.
Fille d'Aznar Ier Galíndez, comte d'Aragon (809-820) et de Eneca Garcés. Elle est la demi-sœur de Galindo Ier Aznárez comte d'Aragon (844-867).

## Descendance
Elle fut mariée avec García Galíndez, comte d'Aragon (820-833), qui la répudie en 825, après avoir chassé son beau-père d'Aragon. García a épousé Nunilona, fille d'Eneko Arista.
L'une d'elles était la mère de:
- Galindo Garcés comte d'Aragon (833-844).